# Tomasz Smoleń
Tomasz Smoleń (* 3. Februar 1983 in Dębica) ist ein ehemaliger polnischer Radrennfahrer.

## Sportliche Laufbahn
Smoleń gewann 2005 die vierte Etappe der Tour Nord-Isère und belegte in der Gesamtwertung den zweiten Platz. Im selben Jahr wurde er Dritter der U23-Ausgabe des Klassikers Paris–Tours.
In den Saisons 2009 bis 2014 fuhr Smoleń für bei der UCI registrierten Radsportteams. In dieser Zeit gewann er insgesamt sieben Wettbewerbe des internationalen Kalenders, darunter das Eintagesrennen Memoriał Andrzeja Trochanowskiego 2012 und die dritte Etappe des Szlakiem Grodów Piastowskich 2009, einem Etappenrennen der ersten UCI-Kategorie. Außerdem wurde er 2011 und 2012 jeweils polnischer Vizemeister im Straßenrennen.
2014 beendete er seine Radsportlaufbahn.

## Erfolge
2005
- eine Etappe Tour Nord-Isère

2009
- eine Etappe Szlakiem Grodòw Piastowskich
- eine Etappe Tour of Małopolska

2010
- eine Etappe Tour de Taiwan
- eine Etappe Tour of Malopolska

2011
- Polnische Meisterschaften – Straßenrennen

2012
- Memoriał Andrzeja Trochanowskiego
- eine Etappe Slowakei-Rundfahrt
- Polnische Meisterschaften – Straßenrennen
- eine Etappe Okolo Jižních Čech

## Teams
- 2009–2011 CCC Polsat Polkowice
- 2012–2013 Bank BGŻ
- 2014 Wibatech Fuji Żory